# Bohdan Winiarski
Bohdan Winiarski est un juriste polonais (Bohdanów, Powiat de Łomża 1884 - Poznań 1969). 

## Biographie
Il fait ses études à Poznań, Varsovie, Cracovie, Paris et Heidelberg. Il commence sa carrière d'enseignant à l'École des sciences politiques de Cracovie. Puis en 1921, il passe à l'Université de Poznan. Il est également conseiller juridique de la délégation polonaise à la conférence de paix de Paris de 1917 à 1920. Par la suite il devient membre de la délégation polonaise aux trois premières sessions de l'assemblée de la Société des Nations.
En 1944, il participe au comité interallié chargé d'examiner l'avenir de la Cour permanente de justice internationale. Et en 1946, il devient juge du nouvel organe remplaçant la Cour permanente : la Cour internationale de justice.
Il est également président de l'Institut de droit international.
Il a beaucoup publié notamment sur le droit constitutionnel de la France et de la Pologne, et sur le droit international.

## Publications
- La sécurité, l'arbitrage, et le désarmement (1928)
- Les institutions politiques en Pologne au XIXe siècle (1921)